# Patrick Godfrey
Patrick Lindesay Archibald Godfrey (Finsbury, 13 febbraio 1933) è un attore britannico.

## Biografia
Attivo come interprete televisivo fin dai primi anni sessanta, appare - tra gli altri - nel film Miss Julie (1972), girato per il piccolo schermo. Successivamente recita in molte altre pellicole, come Calore e polvere (1982) di James Ivory, a fianco di Julie Christie e Greta Scacchi; lavora ancora con Ivory in Camera con vista (1985), nel quale ricopre il ruolo del burbero reverendo Eager, e in Maurice (1987). Prende parte al film Nemesi (1987), basato su un'avventura della brillante Miss Marple.
Nel 1990 si trova ancora al fianco di un personaggio di Agatha Christie: Il rapimento del primo ministro diventa infatti uno dei casi trattati dal celeberrimo Hercule Poirot. Nel 1993 condivide il set di Quel che resta del giorno con Anthony Hopkins e Emma Thompson, ancora diretto da James Ivory. Nel 1998 arriva per lui il ruolo al quale pare predestinato, quello del bizzarro Leonardo da Vinci de La leggenda di un amore - Cinderella, film diretto dal regista Andy Tennant, che si avvale di un cast eccezionale (Drew Barrymore, Anjelica Huston, Dougray Scott, Timothy West, Judy Parfitt, Jeanne Moreau e Jeroen Krabbé).

## Vita privata
Dal 1960 è sposato con l'attrice Amanda Walker, da cui ha avuto due figli.

## Filmografia parziale

### Cinema
- Calore e polvere (Heat and Dust), regia di James Ivory (1982)
- La vita e le avventure di Nicholas Nickleby (The Life and Adventures of Nicholas Nickleby), regia di Jim Goddard (1982)
- Camera con vista (A Room with a View), regia di James Ivory (1985)
- In senso orario (Clockwise), regia di Christopher Morahan (1986)
- Medico per forza (Foreign Body), regia di Ronald Neame (1986)
- Maurice, regia di James Ivory (1987)
- La ragazza sull'altalena (The Girl in a Swing), regia di Gordon Hessler (1988)
- Manifesto, regia di Dušan Makavejev (1988)
- Sulla collina nera (On the Black Hill), regia di Andrew Grieve (1988)
- Quel che resta del giorno (The Remains of the Day), regia di James Ivory (1993)
- The Trial, regia di David Hugh Jones (1993)
- Io no spik inglish, regia di Carlo Vanzina (1995)
- The Gambler, regia di Károly Makk (1997)
- La leggenda di un amore - Cinderella (EverAfter), regia di Andy Tennant (1998)
- C'era una volta Gesù (The Miracle Maker), regia di Derek W. Hayes e Stanislav Sokolov (2000)
- Montecristo (The Count of Monte Cristo), regia di Kevin Reynolds (2002)
- L'importanza di chiamarsi Ernest (The Importance of Being Earnest), regia di Oliver Parker (2002)
- Shadow of the Sword - La leggenda del carnefice (The Headsman), regia di Simon Aeby (2005)
- Oliver Twist, regia di Roman Polański (2005)
- The History Boys, regia di Nicholas Hytner (2006)
- La duchessa (The Duchess), regia di Saul Dibb (2008)
- Les Misérables (Les Misérables), regia di Tom Hooper (2012)
- The Borderlands, regia di Elliot Goldner (2013)
- Turner, regia di Mike Leigh (2014)
- Ogni tuo respiro (Breathe), regia di Andy Serkis (2017)
- Mowgli - Il figlio della giungla (Mowgli: Legend of the Jungle), regia di Andy Serkis (2018)

### Televisione
- Miss Julie, regia di John Glenister, Robin Phillips - film TV (1972)
- Nemesi (Miss Marple: Nemesis), regia di David Tucker - film TV (1987)
- Poirot (Agatha Christie's Poirot) - serie TV, episodio 2x09 (1990)
- L'ispettore Barnaby (Midsomer Murders) - serie TV, episodio 5x04 (2002)
- His Dark Materials - Queste oscure materie (His Dark Materials) – serie TV, episodio 1x01 (2019)

## Doppiatori italiani
- Sandro Iovino in Quel che resta del giorno
- Mario Maranzana in La leggenda di un amore - Cinderella
- Renato Mori in Oliver Twist
- Dante Biagioni in Les Misérables